# John Edward Barrett

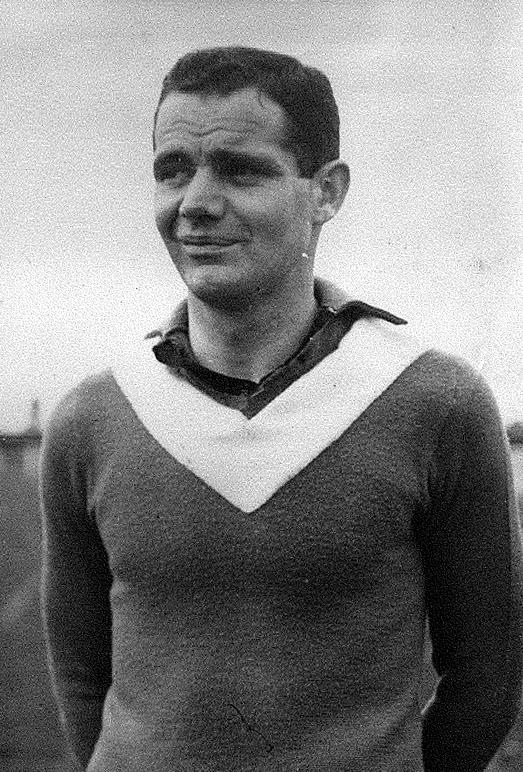
John Edward Barrett, 1954

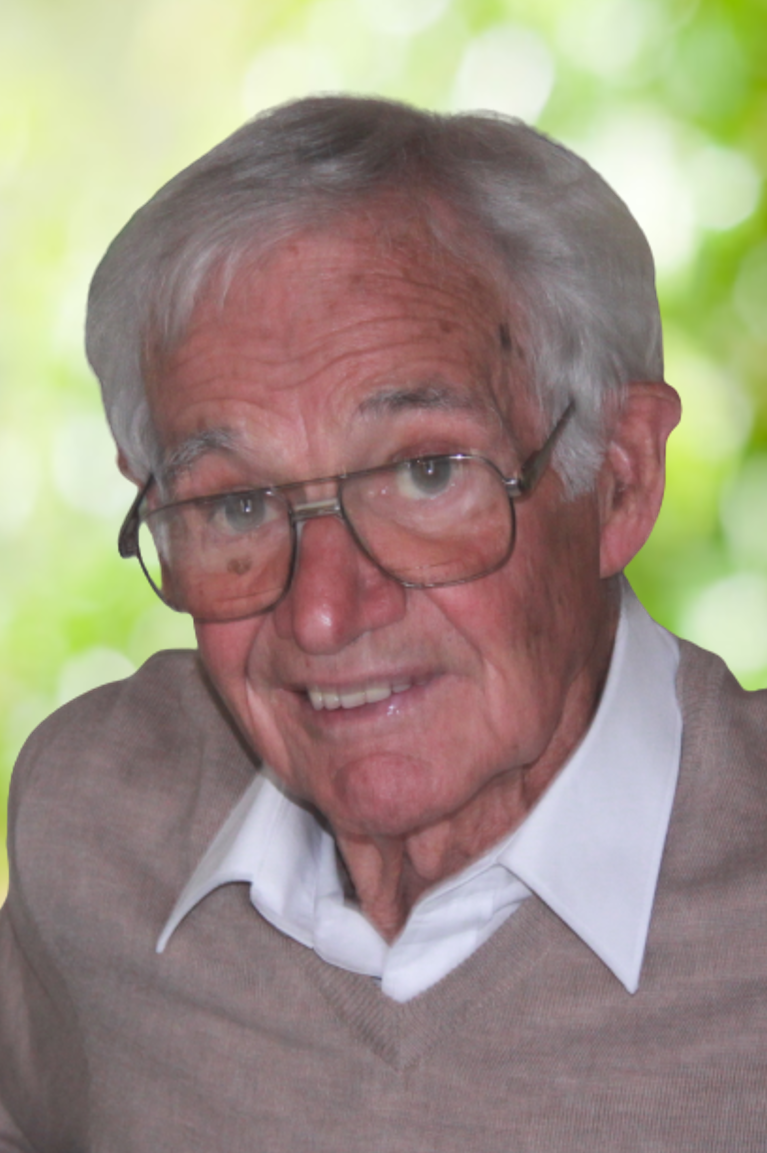
John Edward Barrett, 2012

John Edward Barrett (* 21. Dezember 1928 Frankston, Victoria; † 11. August 2023 in Kingswood, New South Wales) war ein australischer Australian-Rules-Football-Spieler, der in der zweiten Hälfte der 1940er Jahre zunächst für die Frankston Bombers in der Mornington Peninsula Nepean Football League, dann in der ersten Hälfte der 1950er Jahre für die Clubs Footscray und Fitzroy in der Victorian Football League (VFL) spielte.
Danach war er Teil der Mannschaften der Wangaratta Rovers (Ovens & Murray Football League, 1956), des McKinnon Football Club (Federal Football League, 1957) und des Hastings Football Club (Mornington Peninsula Football League, 1958–1961). Ab 1982 war Barrett für drei Jahre im Vorstand des Australian-Rules-Football-Clubs Sydney Swans tätig.
Daneben nahm er unter anderem zwischen 1981 und 1983 dreimal an der Hochseeregatta Sydney to Hobart Yacht Race teil. 1983 segelte er die Regatta Sydney to Nouméa und zurück.
Von 1988 bis 1992 organisierte er ehrenamtlich die Aktivitäten der Initiative Clean Up Australia in Sydney.

## Leben

### Familie, frühe Jahre und beruflicher Werdegang
John E. Barrett wurde am 21. Dezember 1928 als Sohn des Edward Barrett († 24. Dezember 1975) und dessen Ehefrau May, geborene Avage († 1. Oktober 1971) im Maxwelton Private Hospital im Melbourner Stadtteil Frankston geboren. Seine Schwester Judith Anne kam 1931 zur Welt. Barrett war verheiratet mit seiner Ehefrau Ky, geborene Schulmann. Aus dieser Verbindung gingen zwei Kinder hervor, Ronald Armin (* 1963, † 1990) und Karyn (* 1966).
John E. Barrett besuchte ab 1935 zunächst die Frankston State School, wo er für die Rolle eines Head Prefect (Vertreter der Schülerschaft bei offiziellen Anlässen) ausgewählt wurde. Von hier wechselte er 1941 zur Frankston High School. 1941 trat er der Australian Air League bei, in der er sich mit dem Bau von Modellflugzeugen beschäftigte und wegen einer drohenden japanischen Invasion Australiens im Zweiten Weltkrieg fliegende Objekte im Luftraum beobachtete. In der militärisch geprägten Organisation erreichte er 1942 den Rang eines Company Squadron Commanders. 1944 bestand er die Prüfung für die Auszeichnungsmedaille der Royal Life Saving Society Australia. Barrett repräsentierte die Schule als Senior Prefect und war zudem House Captain (eine Art Schülersprecher) sowie Kapitän der Cricket-, Football-, Schwimm- und Athletikmannschaften der Schule. Zum Schulabschluss 1945 erhielt er ein Honor Certificate.
1947 absolvierte als Engineering Cadet eine Ausbildung zum Vermessungstechniker und arbeitete für die Gemeindeverwaltung von Mordialloc. Ab 1951 hielt Barrett Stellungen als Verkäufer bei verschiedenen Unternehmen, bis 1955 bei International Harvester Company in South Melbourne, bis 1957 bei Donovan-Brush Motors in Wangaratta und bis 1958 bei Wormald Brothers in South Melbourne. Zuletzt bekleidete er die Rolle des General Sales Manager bei Hardboard Australia, für die er 1976 mit seiner Familie nach Sydney übersiedelte. Barrett schied 1986 nach 25 Jahren Dienst aus dem Unternehmen aus. In der Zeit von 1988 bis 1990 leitete er zwei Hotels, eins in Waterloo und ein weiteres in Moore Park, beides Stadtteile von Sydney.

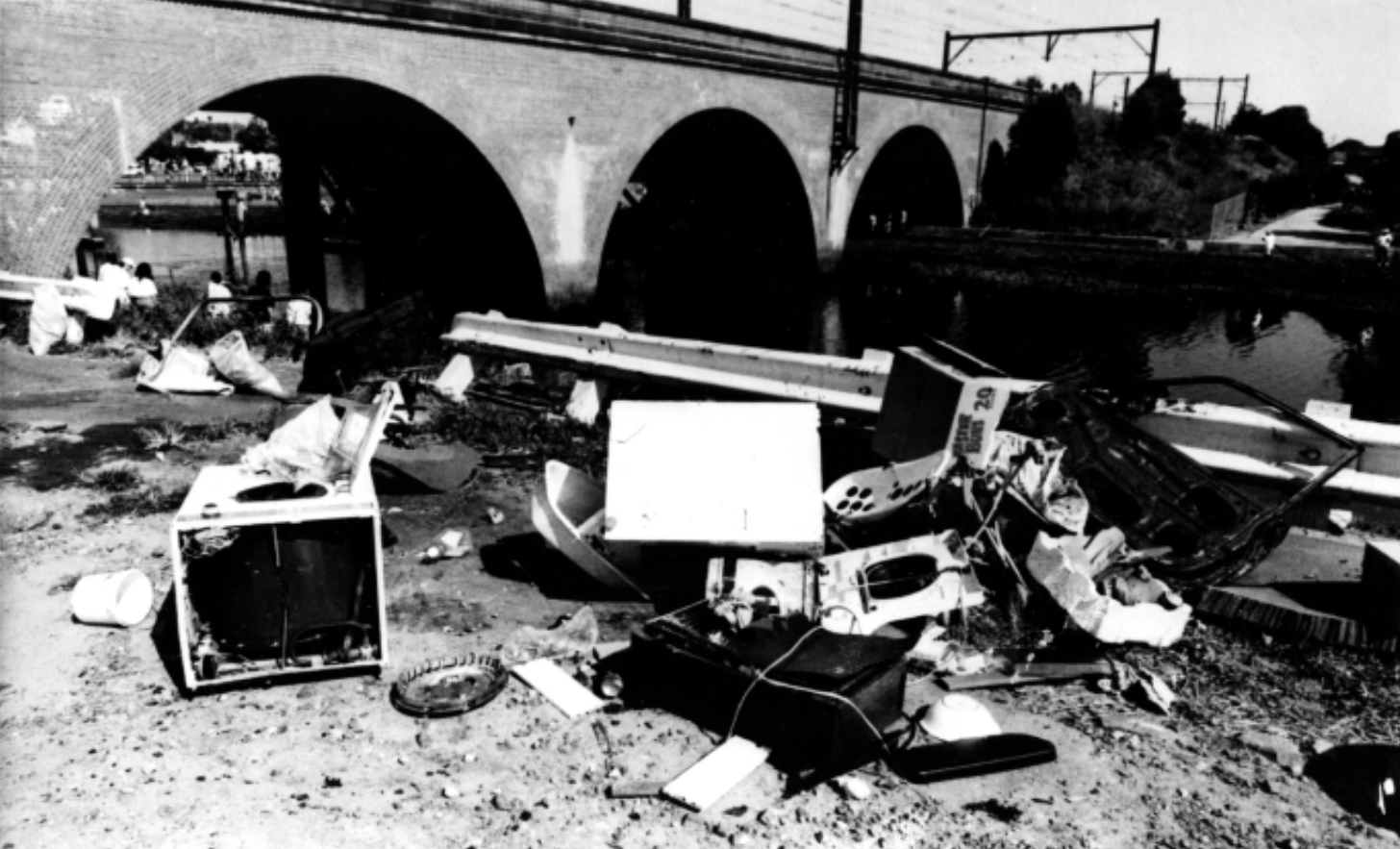
Aus dem Cooks River in Sydney geborgener Müll, Clean Up Australia Day am 3. März 1991

Von 1988 bis 1992 bildete er zusammen mit Kim McKay ehrenamtlich das Büro der von ihr und Ian Kiernan ins Leben gerufenen Initiative Clean Up Australia in Sydney. Von hier organisierte er zum Beispiel allein für den 21. Januar 1989 40.000 Freiwillige, die an 140 Punkten rund 4.000 Tonnen Müll aus dem Hafen von Sydney holten. Für den auf 252 Lokalitäten erweiterten Clean up Day 1990 konnte John Barrett die Unterstützung zahlreicher Institutionen gewinnen, darunter die Royal Australian Navy, die Australian Army, das Water Board (Wasserbehörde), das Maritime Services Board (MSB, Behörde für maritime Dienste), das Department of Corrective Services (Behörde für Justizvollzugsdienste), die State Pollution Control Commission (Staatliche Kommission zur Kontrolle der Umweltverschmutzung), den National Parks and Wildlife Service (Nationalpark- und Wildtierdienst) und die 24 Ortsteilverwaltungen von Sydney, die über Land am Ufer verfügen. Die Navy stellte zwei Landungsboote und Servicepersonal für den Hafen zur Verfügung, das MSB stellte Müllsammelschiffe bereit und das Department of Corrective Services arrangierte Arbeitsteams aus Personen, die zu gemeinnütziger Arbeit verurteilt worden waren. 1992 sammelten landesweit etwa 400.000 Freiwillige insgesamt ca. 25.500 Tonnen Abfall ein.
John Eward Barrett starb am 11. August 2023 im Alter von 94 Jahren in Kingswood, einer Ortschaft am Fuß der Blue Mountains.

### Sportliche Karriere

#### Australian-Rules-Football

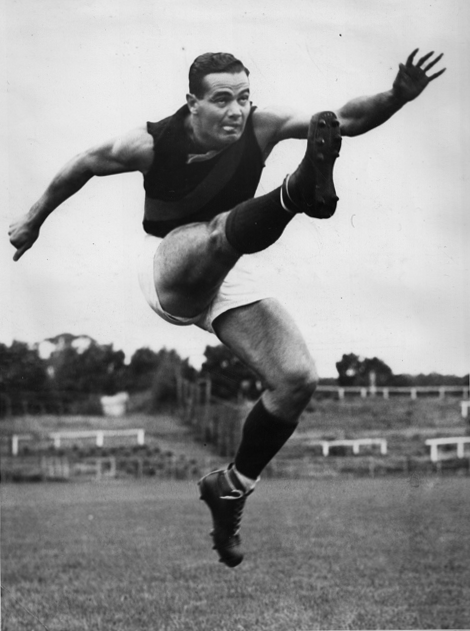
John Edward Barrett beim Training, 1954

Bereits in seiner High-School-Zeit spielte Barrett Australian Rules Football. In der Saison des Jahres 1945 verlor die Mannschaft der Schule mit John Barrett als Kapitän kein einziges Spiel.
Barrett begann seine professionale Karriere 1946 bei den Frankston Bombers in einem Vorort von Melbourne und spielte dort in der Mornington Peninsula Nepean Football League. 1949 gewann er mit dem Verein das Grand Final gegen den Club aus Mornington, nachdem sie in den drei Jahren zuvor jeweils gegen Hastings das Grand Final verloren hatten.
Von 1950 bis 1953 spielte der 1,77 Meter große und 76 Kilogramm schwere Australier für den Footscray Football Club aus Melbourne (heute die Western Bulldogs) in der Victorian Football League (VFL), aus der später die Australian Football League (AFL) hervorging. In 32 absolvierten Spielen erzielte er für den Verein ein Tor. Für den ebenfalls in Melbourne ansässigen Fitzroy Football Club, die Fitzroy Gorillas, spielte er zwischen 1954 und 1955 in der AFL in insgesamt 22 Spielen, wobei er zweimal das Tor traf. Danach verließ er die Victorian Football League und spielte 1956 für die Wangaratta Rovers (Ovens & Murray Football League), 1957 für den McKinnon Football Club (Federal Football League) und von 1958 bis 1961 für den Hastings Football Club (Mornington Peninsula Football League).
1982 wurde Barrett in den Vorstand des Australian-Rules-Football-Clubs Sydney Swans gewählt, wo er drei Jahre tätig war.

#### Hochseesegeln

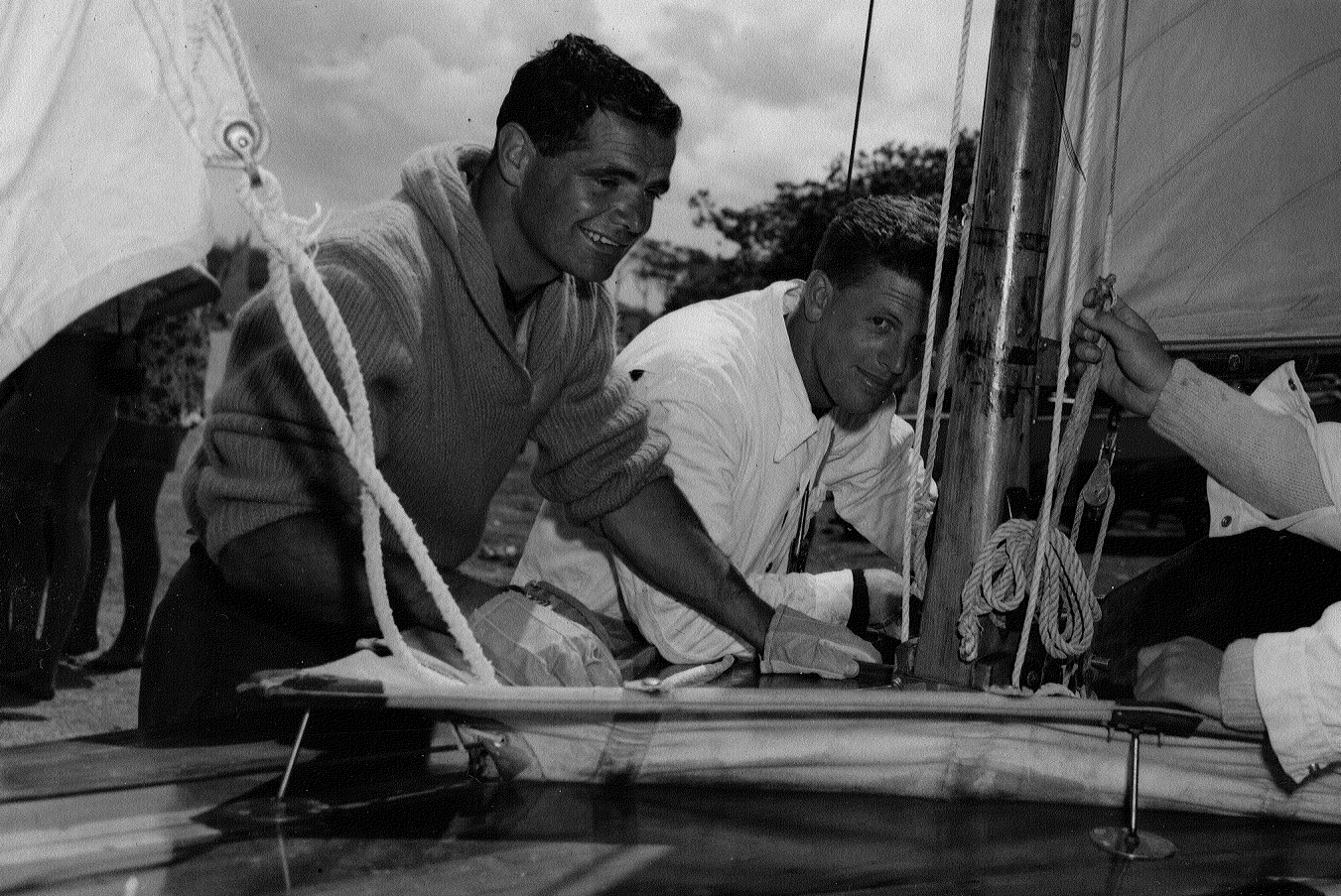
John Barrett und sein Freund Leigh Gloury arbeiten an der Yacht Greensleeves, etwa 1949

John Barrett zeigte früh Interesse am Segelsport und trat 1941 in den Frankston Yacht  Club ein. Dort wurde er unter Skipper Leigh Gloury Mitglied der Crew der Yacht Greensleeves. 1976 trat er dem Cruising Yacht Club of Australia in Rushcutters Bay (Sydney) als Mitglied bei.
Barrett gehörte der Crew der Yacht Rager I von Skipper Michael Clements an, die bei der jährlichen Hochseesegelregatta Sydney-Hobart 1981 den 90. Platz, 1982 den 30. Platz und 1983 den 99. Platz belegte. Bei den letzten beiden Regatten fungierte er als Navigator. 1983 nahm er an der Regatta Sydney to Nouméa und zurück teil. Im August 1989 fuhr er auf der Yacht Rager von Southport nach Mooloolaba und beendete seine Hochseesegelkarriere im Oktober des Jahres auf der Yacht Debutant mit einer Fahrt von Hamilton Island nach Sydney.

#### Sonstige sportliche Aktivitäten
Von 1961 bis 2020 spielte Barrett mit großer Leidenschaft Golf. Von 1985 bis 1989 war Barrett im Tennisspiel aktiv.

## Rezeption

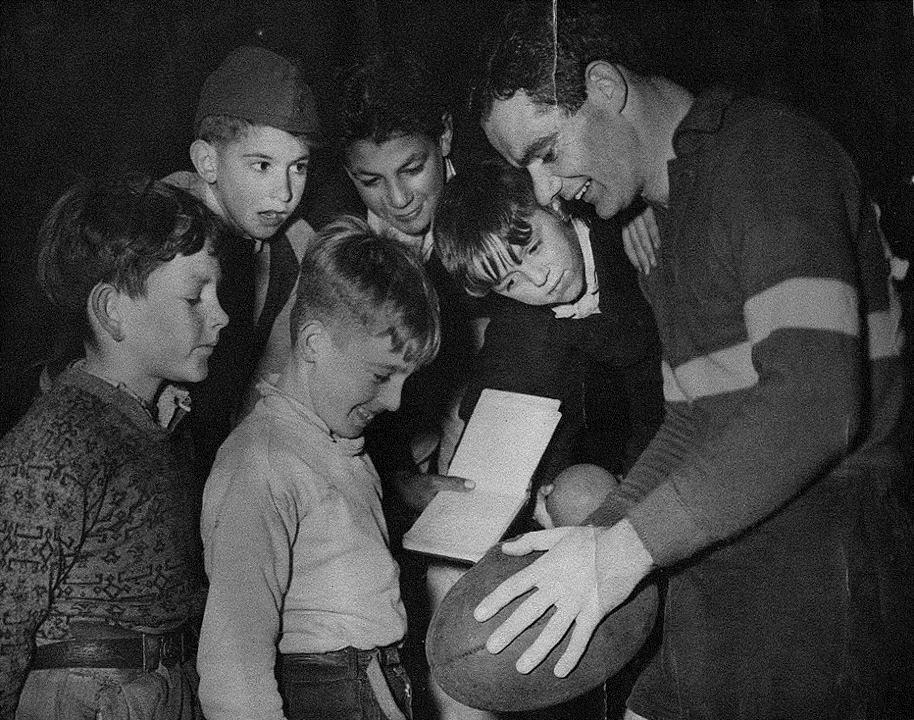
John Barrett gibt seine Spielerfahrung an den Nachwuchs weiter, 1954

Die Zeitung The Argus aus Melbourne urteilte am 19. Juni 1950:
“John is a centre-man from Frankston, and is said to be something out of the ordinary. […] He is only 21, is sturdily built, and has tons of pace.”
„John ist ein Mittelfeldspieler aus Frankston und wird als ein ganz besonderer Spieler wahrgenommen. […] Er ist erst 21 Jahre alt, hat eine kräftige Statur und verfügt über jede Menge Tempo.“
Der Sporting Globe aus Melbourne stelle am 12. Juli 1950 heraus:
“Sure in the air, clever and elusive on the ground, Barrett should prove one of the cleverest centres, when he gains a little more experience.”
„[Er ist] sicher in der Luft [sowie] clever und ausweichend am Boden, mit ein wenig mehr Erfahrung [könnte sich] Barrett als einer der cleversten Mittelfeldspieler erweisen.“
Die Weekly Times aus Melbourne sagte am 5. Juli 1950 voraus:
“Before he went to Footscray, John Barrett, who is 21, was one of Frankston’s stars. Football fans on the Peninsula who know him well consider that Barrett has all the courage and ability to become a star defender with the experience he will gain in the league.”
„Bevor er nach Footscray ging, war der 21-jährige John Barrett einer der Stars in Frankston. [Aussie-Rules-]Fußballfans auf der Peninsula, die ihn gut kennen, sind der Meinung, dass Barrett den Schneid und die Qualität hat, sich mit der Erfahrung, die er in der Liga sammeln wird, zum Star-Verteidiger zu entwickeln.“
The Argus stellte am 7. September 1951 fest:
“He did a grand job in a back pocket, and has also shone in the centre. This season he has not been regular, but is a good type who should be useful for a long time.”
„Er hat einen großartigen Job in der Abwehr gemacht und auch im Mittelfeld geglänzt. In dieser Saison hat er nicht regelmäßig gespielt, aber er ist ein guter Typ, der noch lange nützlich sein dürfte.“
The Argus fiel am 7. April 1952 auf:
“Barrett pleased officials by his tenacity, pace, and disposal.”
„Barrett gefiel den Offiziellen durch seine Hartnäckigkeit, sein Tempo und seinen Einsatz.“
The Argus befand am 12. Mai 1954:
“Best of the seconds was John Barrett, former Footscray player, who shone on the wing.”
„Bester im zweiten Team war John Barrett, ein ehemaliger Spieler von Footscray, der auf dem Flügel glänzte.“
Der Sporting Globe lobte am 28. Juli 1954:
“John Barrett, Fitzroy’s new back pocket player, was best man afield in the shock win over Collingwood. Barrett’s fearless dashes and clever anticipation broke up numerous Magpie attacking moves.”
„John Barrett, Fitzroys neuer Rückraumspieler, war der beste Mann auf dem Feld beim überraschenden Sieg über Collingwood. Barretts furchtlose Vorstöße und sein cleveres vorausschauendes Handeln  unterbanden zahlreiche Angriffe der Magpies.“
In seinem Artikel über Clean up Sydney 1990 vom 30. Dezember 1989 schrieb Paul Bailey im The Sydney Morning Herald:
“Mr Clean… collection co-ordinator John Barrett hopes to rid the Harbour shores of their plastic coating. […] From a tiny office overlooking the Harbour, retired company executive John Barrett is co-ordinating the massive effort that goes into the Clean up Sydney campaign.”
„Mr. Clean ... Koordinator der Einsammelaktion John Barrett hofft, die Ufer des Hafens von Plastikmüll zu befreien. […] Von einem winzigen Büro mit Hafenblick aus koordiniert der pensionierte Manager John Barrett die umfangreichen Vorbereitungen für die Kampagne Clean up Sydney.“